# Santiago Apóstol (escultura)

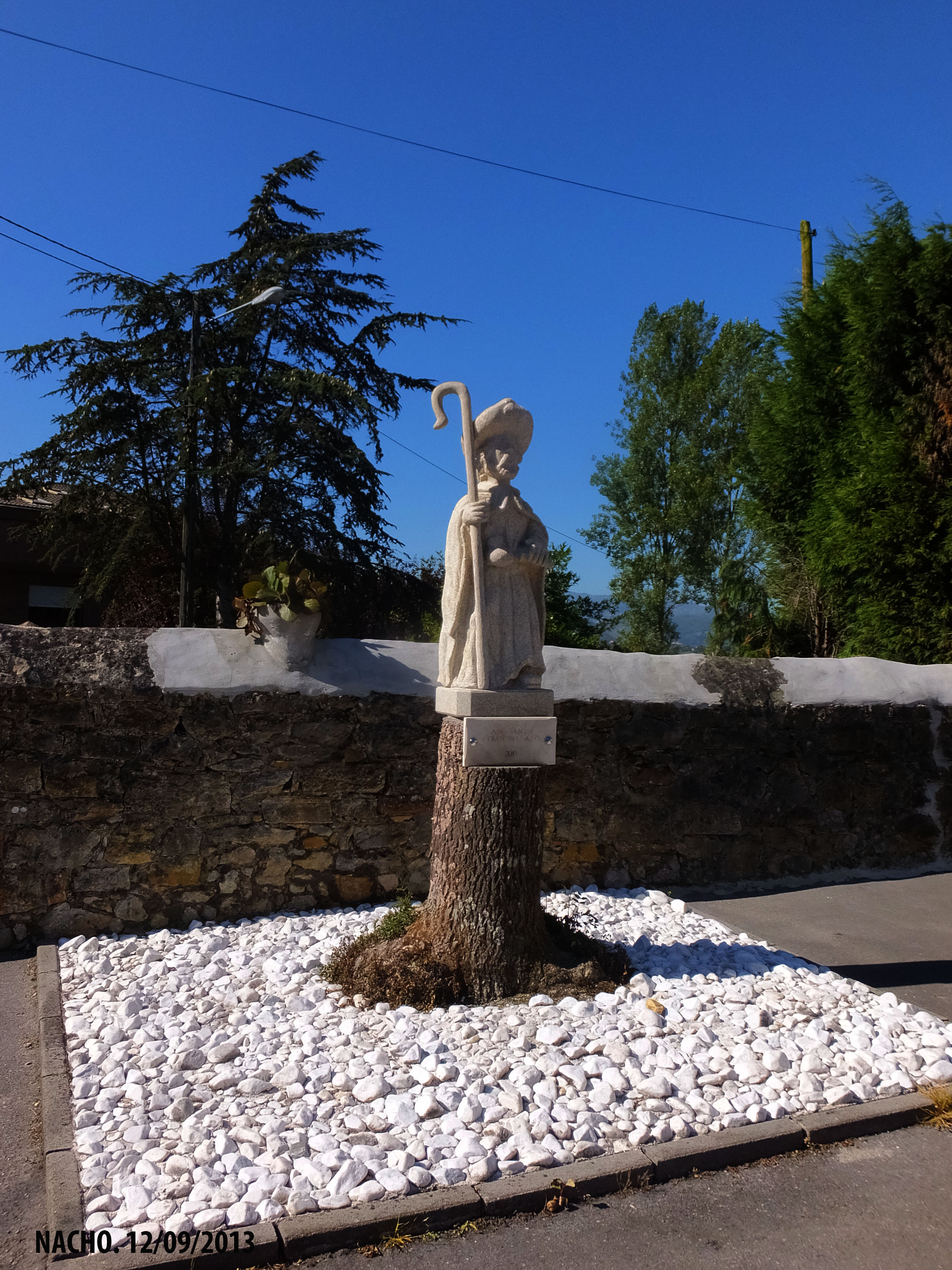
Escultura de Santiago Apóstol.

La escultura de Santiago Apóstol, ubicada en el exterior de la iglesia de  La  Manjoya, dedicada a Santiago Apóstol Peregrino, en la ciudad de Oviedo, Principado de Asturias, España, es una de las más de un centenar que adornan las calles de la mencionada ciudad española.
El paisaje urbano de esta ciudad se ve adornado por obras escultóricas, generalmente monumentos conmemorativos dedicados a personajes de especial relevancia en un primer momento, y más puramente artísticas desde finales del siglo XX.
La escultura, hecha en granito blanco, es obra de cantero artesano gallego, y está datada en 2010. La obra fue adquirida por los feligreses de la parroquia para ser instalada en el patio del templo, que se localiza en la carretera de La Bolgachina. El apóstol aparece con los símbolos que le son propios: el cayado, el sombrero de peregrino… apoyado en una peana hecha con el tronco de un viejo árbol seco, que trata de simbolizar las raíces cristianas del Principado de Asturias. En la base se puede ver una placa explicativa en la que se informa de la instalación de la escultura como parte de los eventos de la celebración del  Año Santo Compostelano. No hay que perder de vista que por esta zona discurre una de las rutas del Camino de Santiago, uno de los caminos transversales del Viejo Camino de Santiago.